# Distretto di Frutigen
Il distretto di Frutigen è stato un distretto del Canton Berna, in Svizzera. Confinava con i distretti di Obersimmental a ovest, di Niedersimmental a nord-ovest, di Thun a nord e di Interlaken a est e con il Canton Vallese (distretti di Westlich Raron e di Leuk) a sud. Il capoluogo era Frutigen. Comprendeva una parte del lago di Thun.
I suoi comuni sono passati alla sua soppressione al Circondario di Frutigen-Niedersimmental.

## Comuni
- Adelboden
- Aeschi bei Spiez
- Frutigen
- Kandergrund
- Kandersteg
- Krattigen
- Reichenbach im Kandertal

### Divisioni
- 1850: Frutigen → Frutigen, Kandergrund
- 1909: Kandergrund → Kandergrund, Kandersteg